# Lac Texoma
Le lac Texoma est l'un des plus grands lacs artificiels (plus exactement un lac de barrage) des États-Unis situé sur la frontière entre l'Oklahoma et le Texas.

## Histoire
Il a été formé en 1944 par le barrage Denison au confluent entre les rivières Rouge et Washita.

## Géographie

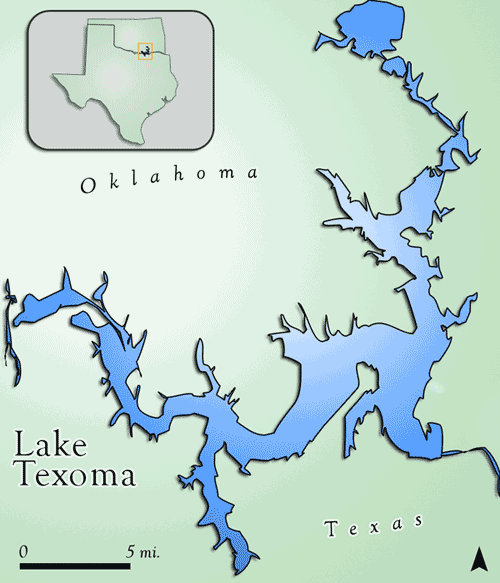
Carte du lac.

L'altitude du lac varie de 187 à 189 mètres en fonction de la saison mais a déjà atteint trois fois la limite du déversoir fixé à 195 mètres, en 1957, en 1990 et le 7 juillet 2007.

## Tourisme
Le lac est une destination touristique privilégiée avec plus de six millions de visiteurs par an (second lac américain en termes de fréquentation). 

Sa proximité avec la métropole de Dallas (moins d'une heure de route) explique sa popularité. Les activités touristiques qui y sont notamment pratiquées sont la planche à voile, le nautisme et la pêche.